# 皇代暦
『皇代暦』（こうだいれき）は、南北朝時代から室町時代にかけてに書かれた年代記。著者は洞院公賢。後に甘露寺親長の増補によって今日の姿になったとされる。江戸時代に徳川光圀によって、『歴代皇紀』（れきだいこうき）という表題が与えられている。
神代から後土御門天皇の文明9年（1477年）までを記述している。同年に甘露寺親長から後土御門天皇に献上された原本は全5巻で現存はしていないが、江戸時代に柳原紀光が当時まだ現存していた原本から写本したもの（「柳原本」）が宮内庁書陵部に蔵書されている。これとは別に尊経閣文庫には、加賀藩主前田綱利所蔵本が残されている。

## 内容
原本をそのまま引き継いだとされる5巻本によれば、
1. 神代－宇多天皇
2. 醍醐天皇－堀河天皇
3. 鳥羽天皇－後鳥羽天皇
4. 土御門天皇－崇光天皇
5. 後光厳天皇－後土御門天皇

ただし、6巻本・7巻本も存在し、前者は第4巻を2巻構成に分けたもの、後者は6巻本より更に裏書（後述）部分を抜書きして独立した第7巻としたものである。
各ページ5段構成となっており1段目には天皇の略歴、2段目には皇居及び重要な事件、3段目には上皇・東宮・皇子女・后妃、4・5段目には摂政・関白・大臣・将軍・大将などの要職補任が記されている。なお、第1 - 3巻には、唐土の事歴・僧侶の補任が付記されており、その部分を「裏書」と呼称している。
裏書が付いている第1 - 3巻の3巻が、洞院公賢が書いた最初の形態であり、そのことは彼自身が書いた日記『園太暦』の延文元年（1356年）4月9日条にて、皇代暦の続きを編纂したと記しており、これが第4巻部分であると考えられている。従って、第3巻までは延文以前の作であることが分かる。
公賢の死後もその続きにあたる部分を書いた人物がいたと考えられているが、それを今日の形にしたのは甘露寺親長である。親長が同書を大事にしていた事は、彼の日記である『親長卿記』において、文明8年（1476年）京都で大火があった時に、この本のみを真っ先に抱えて避難したことが書かれていることで知ることが出来る。後にこの事を知った後土御門天皇より書写進上を命じられた親長が現在までの出来事を加筆して献上したのが、原本とされたものであったとされている。